# Étang du Stock
Pour les articles homonymes, voir Stock (homonymie).
L'étang du Stock est un étang situé dans le département français de la Moselle et le Pays des étangs. 
Il est géré par voies navigables de France et sert de réserve d'eau au canal des houillères de la Sarre. Il permet également l'activité nautique (voile et moteur) ainsi que la pêche.

## Géographie
Selon les sources, sa taille est comprise entre 700 et 750 hectares. Il s'étend sur les territoires communaux de Diane-Capelle, Kerprich-aux-Bois, Rhodes et Langatte pour la petite partie dite « Étang des femmes » séparé de la grande partie par le canal des houillère de la Sarre dont il sert de réservoir.

## Hydronymie
Anciennement mentionné sous le nom de Stockweyer en 1558, puis Estang de la Tour sur une carte de 1696.

## Histoire
Cet étang était autrefois défendu par une tour fortifiée : la Tour-du-Stock.
L'étang a été relevé dans les années 1930 pour créer une réserve d'eau suffisante à la ligne Maginot aquatique.

## Gestion
Réservoir du canal des houillères de la Sarre, l'étang a été créé par barrage collinaire de faible hauteur ayant provoqué le noyage et la mise en connexion d'anciens étangs dont subsistent les traces essentiellement dans les "cornées", correspondant aux sites primitifs de ces anciens étangs. Il n'est pas totalement vidangeable et les abaissements maximums ne se pratiquent que tous les 5 ans environ pour les travaux d'entretien sur les ouvrages.